# Castelo Law

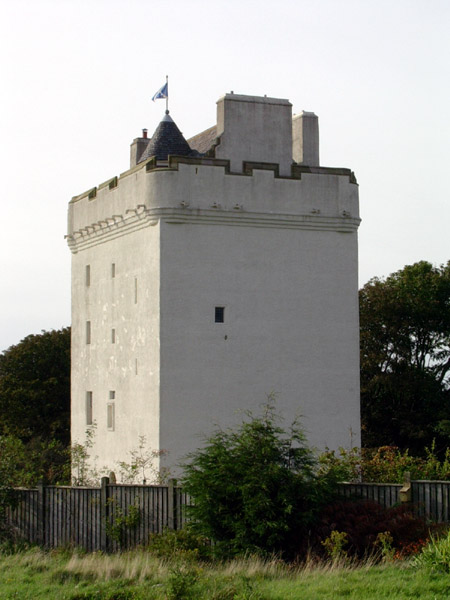
Castelo Law, Escócia.

O Castelo Law (em inglês:  Law Castle) é um castelo do século XV localizado em West Kilbride, North Ayrshire, Escócia.

## História
Foi construído provavelmente por volta de 1468.
Numa placa de origem desconhecida na parede oeste, pode ler-se: "Castelo Law: Construído em 1468 para a Princesa Maria, irmã de Jaime III, pelo seu casamento com Thomas Boyd, mais tarde Conde de Arran. Gunports foram construídos após a introdução do canhão. Um ótimo exemplo de uma torre de porte médio do século XIV com três pisos e duas adegas em abóbada."
Encontra-se classificado na categoria "A" do "listed building" desde 14 de abril de 1971.
Foi alvo de restauros e atualmente está ocupada.

## Estrutura
Atualmente está sem teto, mas as paredes estão intactas. Possui quatro pisos e mede 12,5 metros de altura por 9,10 metros de largura.

## Semelhantes
Outros exemplos de torres retangulares, estão os Castelos Auchenharvie, Little Cumbrae, Skelmorlie e Fairlie.